# Женская гимназия С. А. Арсеньевой
Женская гимназия С. А. Арсеньевой — женское учебное заведение в Москве, открытое в 1873 году.

## История

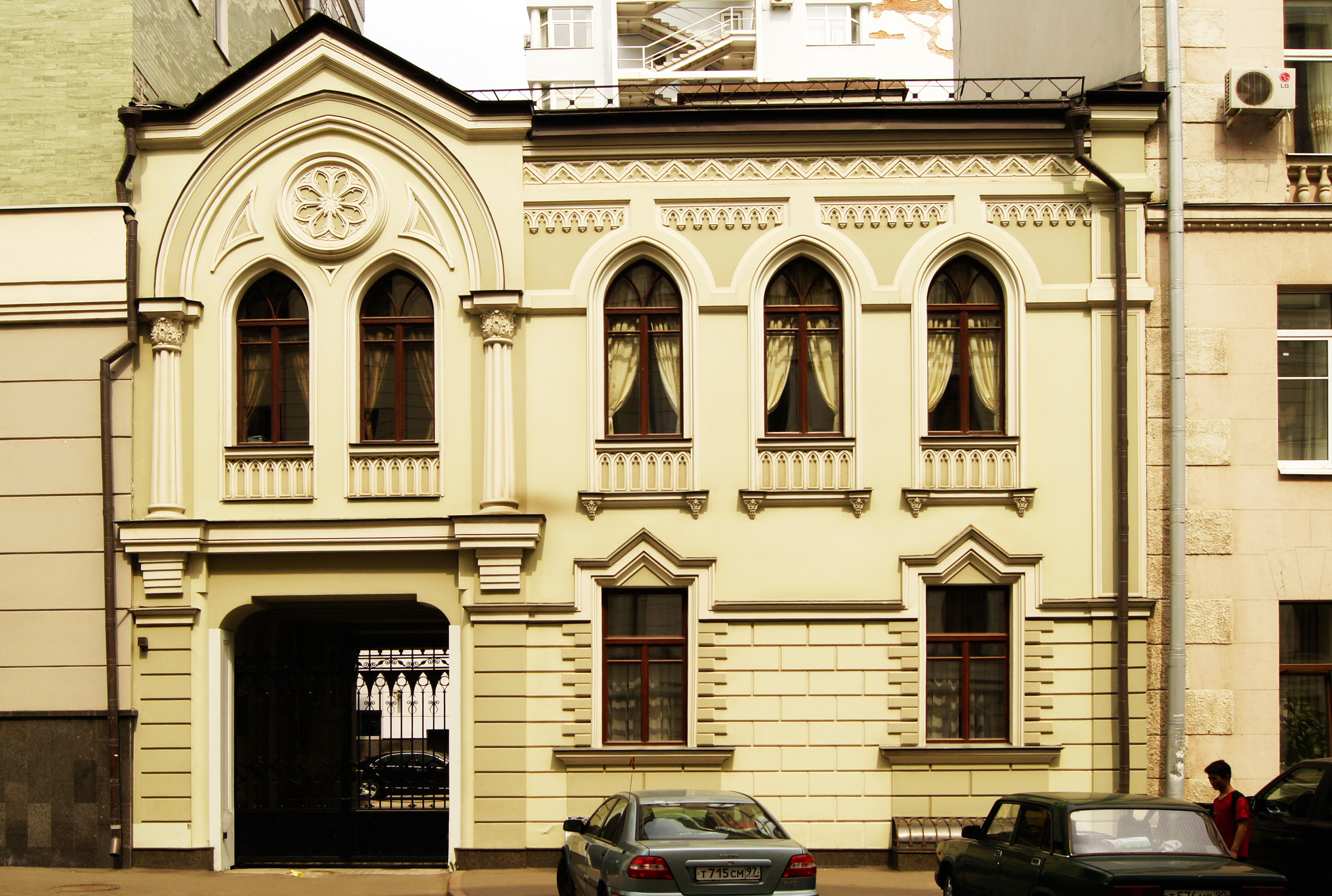
Дом О. В. Козловской
(Поварская, № 28 стр. 3)

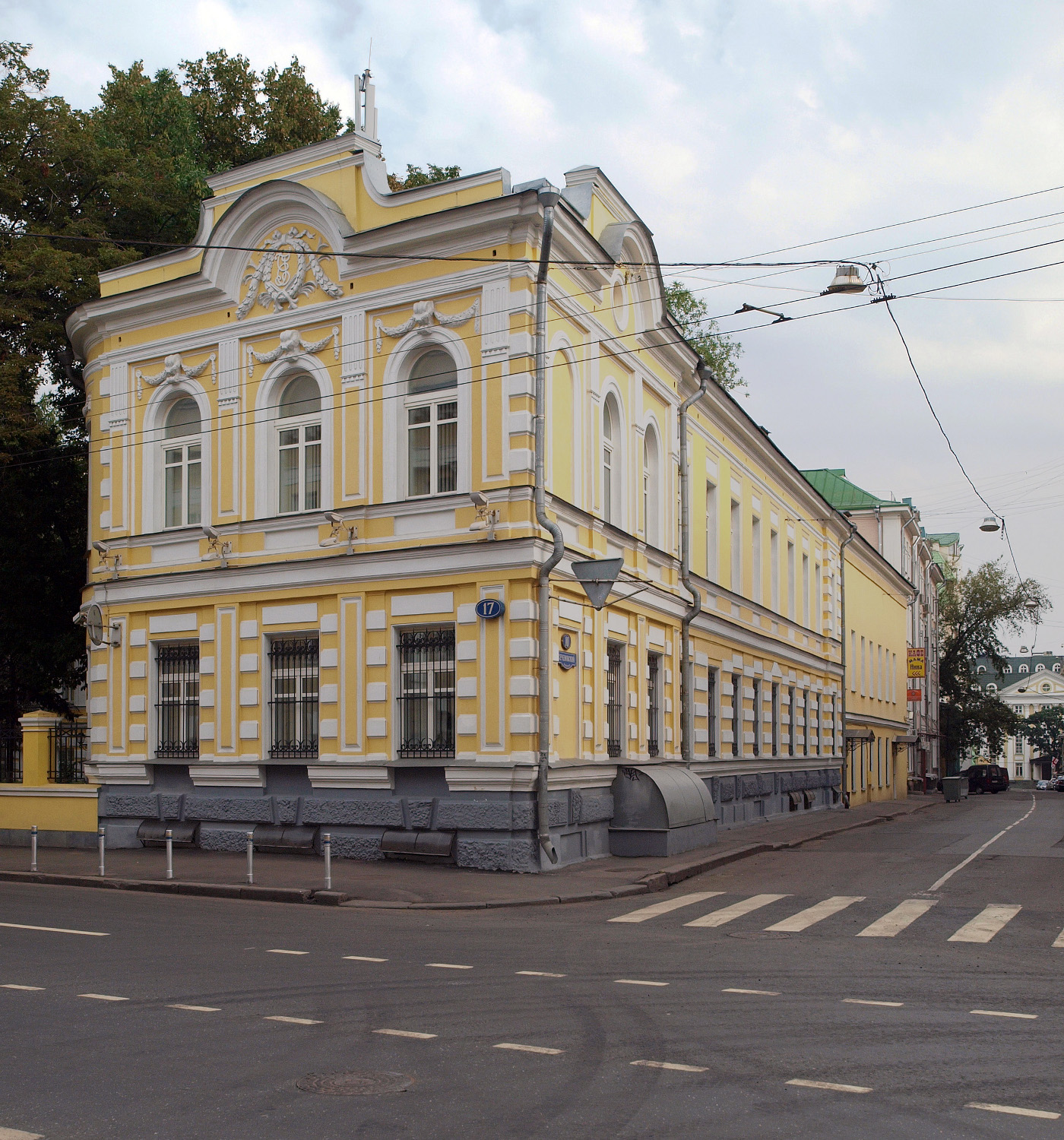
Дом Давыдова
(Пречистенка, № 17/10)

20 сентября 1873 года, стараниями группы лиц, в числе которых были С. А. Арсеньева, Ю. П. Галактионова, А. Н. Гиацинтова, Е. Ф. Головачёва, С. П. Крок, Е. Н. Москвина, Е. А. Оппель, М. А. Черкасова, С. П. Сытина, а также Г. А. Ауэрбах, И. Ф. Гаярин, Е. Н. Кедрин, Л. И. Поливанов, Н. И. Шишкин и И. В. Янчин, в Москве появилось женское учебное заведение, целью которого было поставлено «дать воспитанницам вполне законченное среднее образование».
Первоначально были открыты три низших класса; за основу была принята программа в объёме курса мужских гимназий, кроме древних языков. Классы расположились в помещении при доме Демидова, затем — Козловской, потом — на Поварской улице.
В 1873 году начали обучение 15 воспитанниц, в следующем году поступило 19 воспитанниц, и к 1880 году число обучавшихся достигло 142 человек; к 1884 году число воспитанниц снизилось до 84, однако в 1899 году их было 226.
Первый выпуск, состоявшийся в 1881 году, состоял из 4 учащихся, окончивших 8 классов: Бобынина, Евецкая, Королёва и Мечникова. До 1889 года выпускницы для получения звания домашней учительницы должны были сдавать экзамен в испытательном комитете при московском университете — всего таких выпускниц было 78. В 1889 году учебное заведение было преобразовано в гимназию, которая располагалась на Пречистенке в роскошном особняке Давыдова. В районе Пречистенки было две гимназии: Арсеньевская и Поливановская…

Связь между этими школами была самая тесная; если сыновья учились у Поливанова, дочерей отдавали к Арсеньевой. Преподавание было в большинстве случаев общее, почти все учащиеся знали друг друга, и, начиная с 6-го класса, между ними возникали юношеские романы.— Аксакова Т. А. Семейная хроника
Гимназия Арсеньевой давала право своим выпускницам на преподавание иностранных языков.

## Известные преподаватели
См. также: Преподаватели гимназии Арсеньевой
Русский язык
- Л. М. Лопатин
- Л. И. Поливанов
- Д. И. Тихомиров
- С. А. Арсеньева

Математика и физика
- Е. Н. Кедрин
- Н. И. Шишкин
- С. А. Арсеньева

История
- Р. Ю. Виппер
- В. Е. Гиацинтов
- Д. М. Петрушевский
- В. И. Сизов
- С. Ф. Фортунатов

География и Естествоведение
- В. М. Арнольди
- А. П. Артари
- М. И. Голенкин
- Н. Л. Гондатти
- В. П. Зыков
- А. И. Кронеберг
- Н. М. Кулагин
- И. В. Янчин
- С. А. Арсеньева
- А. Н. Шереметевская (сестра М. Н. Ермоловой)

Французский язык
- С. А. Арсеньева
- А. Н. Гиацинтова
- Е. Ф. Головачёва

Немецкий язык
- С. А. Арсеньева
- С. П. Крок

Латинский язык
- А. А. Страхов

Рисование
- К. Ф. Турчанинов

Пение
- М. А. Слонов

Также
- Н. П. Корелина

## Известные выпускницы

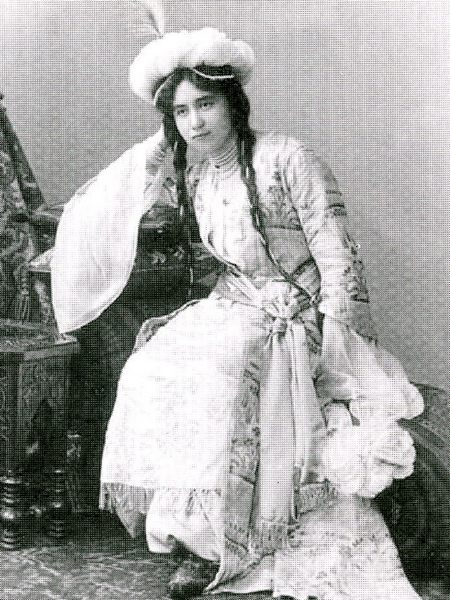
Е. Е. Салиас-де-Турнемир

- Аксакова-Сиверс, Татьяна Александровна;
- Бибикова, Варвара Васильевна (1893, с отличием) — была замужем за сыном начальницы гимназии, Александром Николаевичем Арсеньевым (12.9.1874 — 1958, Пушкино), ставшим заслуженным врачом РСФСР;
- Бутягина, Варвара Александровна (1917);
- Верещагина, Анна Васильевна (1911) — дочь художника В. В. Верещагина, бывшая замужем за Павлом Эдуардовичем Готтвальдом (по некоторым сведениям в 1917 году она застрелилась, узнав о смерти мужа, по другим — умерла от тифа);
- Гиацинтова, Софья Владимировна (золотая медаль);
- Любимова, Елена Михайловна — мать М. Н. Любимова;
- Морозова, Мария Михайловна;
- Попова, Любовь Сергеевна
- Салиас-де-Турнемир, Евдокия Евгеньевна — дочь графа Е. А. Салиас-де-Турнемир